# قمر مظلم
يصف مصطلح القمر المظلم آخر هلال مرئي لقمر يتضاءل. تتراوح مدة القمر المظلم بين يوم ونصف وثلاثة أيام ونصف، اعتمادا على خط عرض مسير الشمس، في الاستخدام الفلكي الحالي، يظهر القمر الجديد في منتصف هذه الفترة المظلمة عنما يكون القمر والشمس متزامنين.عادة ما تشير التقويمات إلى تاريخ القمر الجديد. القمر المظلم كتقسيم الثلاثين يوما.

## تعريف
يُعرّف قاموس أوكسفورد الإنجليزي القمر الجديد بأنه «أول هلال مرئي للقمر، بعد اقترانه بالشمس». القمر المظلم هو مصطلح يستخدم للإشارة إلى الهلال المتضائل، عندما ينقسم المدار إلى 30 جزءًا، كما فعل الإغريق في زمن هوميروس، فعل البابليون، وما زال الهنود يفعلون اليوم (يطلقون عليهم tithi)، آخر المرحلة تسمى «القمر المظلم». في اليونانية، كان يطلق عليه «القمر القديم» ويرتبط مع هيكات في الهند، ويسمى أمافاسيا ويرتبط مع كالي. كل من هذه الآلهة لها دلالة مظلمة، ومن هنا جاء مصطلح القمر المظلم. في الثقافة البابلية واليونانية والهندية، يظهر القمر المظلم في حدود 12 من المسافة الزاوية بين القمر والشمس قبل الاقتران (نوع من سيزيجي). هذا القوس الـ 12 يسمى uma من قبل البابليين و titn من قبل الهنود يستغرق القمر متوسط مدة 23 ساعة و 37 دقيقة لتغطية هذا الطول، لكن هذه الفترة يمكن أن تختلف من 21 إلى 26 ساعة بسبب الشذوذ المداري للقمر وهذا يعني أن يستمر «القمر المظلم» في الواقع ما يقرب من 23 ساعة و 37 دقيقة ويتضمن أي وقت تم وضع علامة عليه على أنه «قمر جديد» في التقويم القمري، وليس من 1.5 إلى 3.5 يومًا كما هو مذكور سابقًا.